# Pericambium

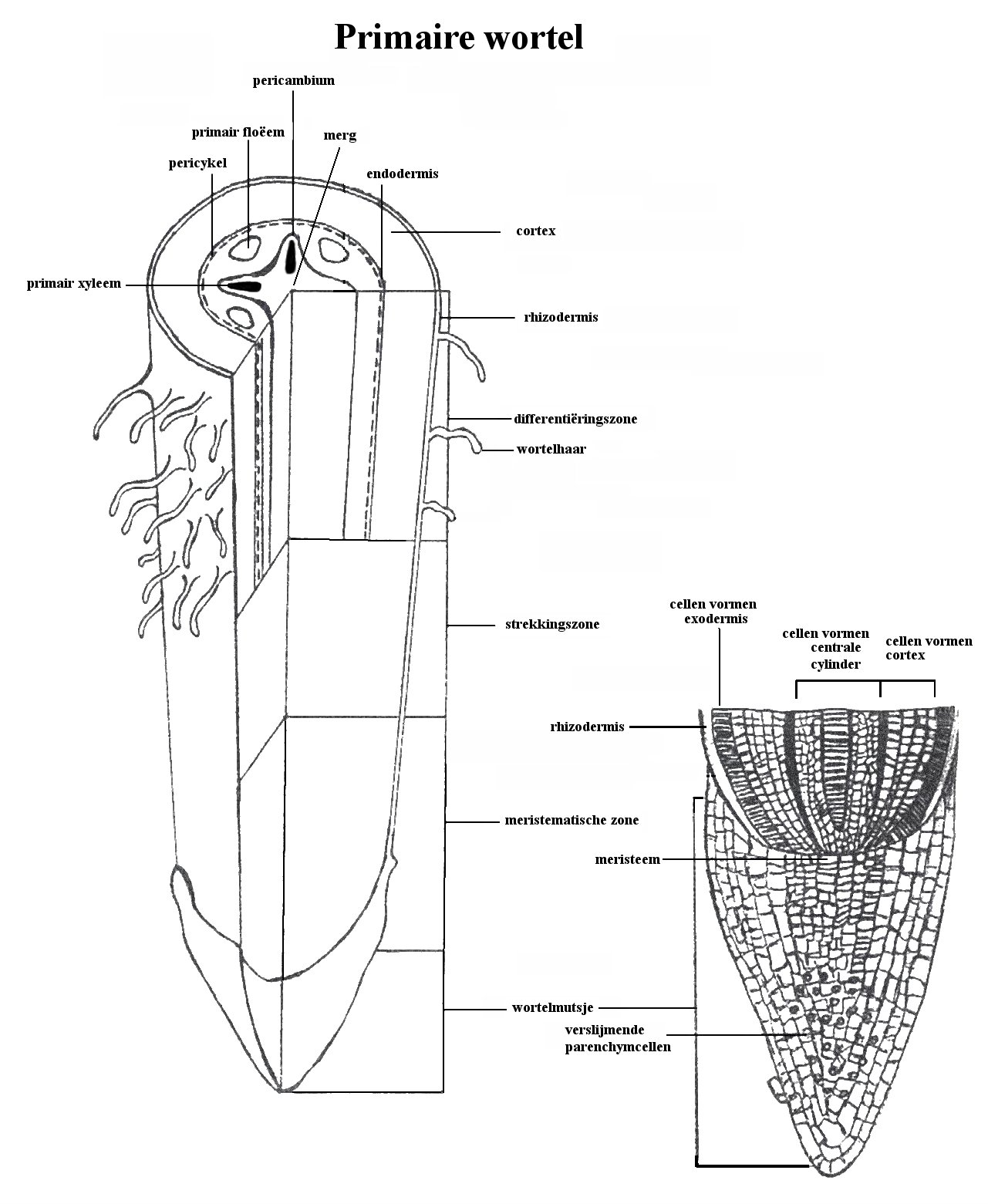
Schematische lengtedoorsnede primaire wortel

Het pericambium komt alleen voor in jonge plantenwortels, omsluit de hout- en zeefvaten en is meestal vooral bij dicotylen één cellaag dik, bestaande uit dunwandige parenchymcellen. Het ligt tussen de endodermis en het floëem en is de buitenste cellaag van de centrale cilinder. Het ligt aan de basis van het ontstaan van zijwortels (en schorsvorming).
Bij oudere wortels komt het pericambium niet meer voor en wordt de functie overgenomen door de pericykel.